# Phyllonorycter delitella
Phyllonorycter delitella is een vlinder uit de familie mineermotten (Gracillariidae). De wetenschappelijke naam is voor het eerst geldig gepubliceerd in 1843 door Duponchel.
De soort komt voor in Europa.